# الخديرات (الجوبة)

تعديل مصدري - تعديل

الخديرات هي إحدى قرى عزلة الجديدة بمديرية الجوبة التابعة لمحافظة مأرب، بلغ تعداد سكانها 289 نسمة حسب تعداد اليمن لعام 2004.